# High Energy Density Physics
High Energy Density Physics is een internationaal, aan collegiale toetsing onderworpen wetenschappelijk tijdschrift op het gebied van de plasmafysica.
De naam wordt in literatuurverwijzingen meestal afgekort tot High Energ. Dens. Phys.
Het wordt uitgegeven door Elsevier.